# Плат
Вижте пояснителната страница за други значения на Плат.
Плат е общо название за всички видове текстилни изделия във вид на плоска материя с малка дебелина, определена ширина и неограничена дължина, които се произвеждат по различни технологии, най-често тъкане, плетене, премрежване, сплъстяване. В някои случаи думата се използва и като синоним само за тъканите материи (тъкани), изработени от две взаимноперпендикулярни системи от нишки (основа и вътък), които се кръстосват в определена последователност, наречена сплитка. В много случаи имената на платовете идват точно от названията на съответните сплитки (сатен, рипс, жакард и др.) и не са свързани с конкретния материал, използван за изработката. В много езици не се прави разлика между понятията „плат“ и „текстил“.
Материалите, от които се правят платовете, могат да са от естествен (растителен и животински) и от изкуствен произход: памук, лен, вълна, коприна, найлон, ликра, полиестер, спандекс, акрил и много други.
Според предназначението си, платовете биват за облекло (горно, долно, връхно), за декоративно-битови нужди (тапицерии, пердета), за стопански нужди и амбалаж. То определя и дебелината и плътността на използвания плат.
Платовете се отличават с огромно разнообразие на десените и цветовете. Някои традиционни десени са получили собствени имена, например каре („на карета“, на квадрати), райе („на райета“, на ивици), пепит (на дребни ромбоидни фигурки в два цвята).